# بالدوین انطاکیه
بالدوین انطاکیه (انگلیسی: Baldwin of Antioch; نامشخص – ۱۷ سپتامبر ۱۱۷۶)، شوالیه و فرمانده فرانکی در خدمت امپراتوری بیزانس طی جنگ این امپراتوری با سلجوقیان بود. وی فرزند کنستانس است اما در باب پدر اختلافاتی وجود دارد؛ برخی پدر وی را ریمون پواتیه می‌دانند و برخی دیگر رینالد شاتیون. وی از افراد نزدیک و یکی از مشاوران مورد اعتماد  مانوئل یکم، امپراتور بیزانس بود.
وی فرمانده جناح راست ارتش بیزانس در جریان نبرد میریوکیفالون در ۱۷ سپتامبر ۱۱۷۶ میلادی بود. با نزدیک شدن نیروهای بیزانس به گذرگاه تزیبریزه، نیروهای سلجوقی یورش خود را به سمت نیروهای تحت هدایت مانوئل آغاز کردند. بالدوین با سواره‌نظام خود درصدد ضدحمله‌ای به ترک‌ها بود اما به همراه پسرش محاصره و کشته شد. 